# Tetigoniídeos
Tetigoniídeos (Tettigoniidae) é uma família de insetos altamente diversificada, que ocorre em praticamente todos os continentes do globo, à exceção da Antártida e outras regiões nos polos; conta atualmente com 22 subfamílias, 1318 gêneros e cerca de 7886 espécies.
Esta família reúne os ortópteros conhecidos como  “katydids” ou “long-horned-grasshoppers” nas Américas, Austrália e Nova Zelândia ou “bush crickets” (algo como “grilos-selvagens” ou “grilos-de-arbusto”) na Grã Bretanha e Europa.  No Brasil, são popularmente  conhecidos como "esperanças"  (ou esperanzas, na Espanha), pois na cultura destes países está arraigada a crença  de que este inseto simboliza boa sorte (principalmente quando pousa em uma pessoa),  enquanto que encontrá-lo morto é considerado um presságio de mau-agouro.
Os tetigonídeos são insetos grandes (1-6 cm.), de hábitos predominantemente noturnos e generalistas (embora existam subfamílias com espécies fitófagas e predadoras), são dotados de um corpo alongado e achatado lateralmente, antenas filiformes compostas por mais de 30 artículos,  e um terceiro par de pernas com fêmur avantajado e musculoso do tipo saltatório, que lembra muito o de outros ortópteros proximamente relacionados a eles dentro da subordem Ensifera - os grilos (Gryllidae).
Outra característica similar à dos grilos é a produção de som através do mecanismo de estridulação (pelo atrito do par de asas anterior), no entanto, a diferença reside no fato de que as esperanças possuem asas anteriores fortemente assimétricas, e produzem som sobrepondo a asa esquerda sobre a direita;  enquanto isso, os grilos estridulam sobrepondo a asa direita sobre a esquerda (posição contrária). Ademais, as esperanças produzem sons dotados de um espectro de frequência mais amplo, atingindo desde 2 kHz (sons mais graves) até  a faixa ultrassônica (> 100 kHz) (sons mais agudos).
No entanto, algumas das características distintivas mais importantes para este grupo são: a presença de um par de tímpanos (órgão auditivo) na tíbia anterior do primeiro par de pernas,  tarsos tetrasegmentados,  e,  principalmente, a presença de tégminas (primeiro par de asas) pergamináceas e longas,  que assemelham-se à folhas verdes de árvores angiospermas, ou à folhas secas necrosadas, e até mesmo à líquens, em algumas espécies. A semelhança das tégminas com folhas ou líquens é uma característica relevante à camuflagem destes insetos no ambiente, garantindo importantes vantagens adaptativas.

## Etimologia
O nome da família originou-se a partir do gênero Tettigonia , proposto por Carl Linnaeus no século XVIII. Em latim o termo "tettigonia" significa "pequena cigarra" e no grego " τεττιγόνιον" ou "tettigonion" representa o diminutivo de  "τέττιξ" ou "tettix" , que também é equivalente ao nome daquele inseto; ambas as  palavras apresentam valor onomatopeico, buscando representar o som produzido pelas esperanças durante a estridulação. Outro termo em inglês - "katydid" , constitui uma denominação comum  a diversos tipos de tetigonídeos, representando o som oriundo da canção  produzida por subespécies do gênero Pterophylla ouvida em três pulsos ou notas como "ka-ty-did" ; grupos relacionados também produzem sons percebidos pelo ouvinte como "katydid, she did".

## Características morfológicas
Os representantes da família Tettigoniidae são insetos grandes (1-6 cm), dotados um plano corporal básico hexápode (seis pares de pernas), e de características morfológicas comuns à outros ortópteros, como a presença de aparelho bucal mastigador hipognato (peças bucais direcionadas ventralmente, em um ângulo de 90º com a cabeça), presença de olhos compostos, ocelos, e  antenas filiformes e longas (no caso das esperanças, com mais de 30 artículos). Como os demais ortópteros, os tetigonídeos possuem dois pares de pernas ambulatoriais, e o terceiro par de pernas do tipo saltatório, as quais são dotadas de um fêmur avantajado e musculoso. Como é de conhecimento geral, as esperanças são insetos alados, portando dois pares de asas, sendo que o  par de asas anterior é do tipo pergamináceo (asas finas, opacas e flexíveis) ou coriáceo (mais duro) e bem desenvolvido, fortemente assimétrico e conhecido como tégmina ou tégmen; o par de asas posterior (quando presente) é do tipo membranoso (asas mais finas com nervuras bem definidas) e apresenta-se reduzido.
Como indivíduos pertencentes à subordem Ensifera, os tetigonídeos compartilham com os Gryllidea e os ancestrais Oedischiidea duas plesiomorfias associadas à percepção e produção do som: a presença de órgãos timpânicos na tíbia anterior do primeiro par de pernas, e tégminas como órgãos produtores de som. Como características  morfológicas que definem a família Tettigoniidae, é  imprescindível citar ainda a presença de tarsos tetra-segmentados e ausência de espinhos articulados na região ventral das tibias I e II.
A genitália dos tetigonídeos são estruturas pós-abdominais; no que tange à morfologia do aparelho reprodutivo, as fêmeas apresentam uma estrutura reprodutora (ovipositor) composta por três pares de valvas articuladas em forma de lança ou espada (ensiforme), similar à genitália de outros ensíferos, o que provavelmente inspirou o nome da subordem. Já a genitália dos machos é composta por um conjunto de elementos esclerotizados, que são extremamente relevantes à classificação taxonômica (embora ainda sejam subutilizados neste sentido): a placa subgenital, os estiletes, as válvulas genitais e os cintiladores (titilators) também chamados de epífalos (genitália interna).

## Hábitat, distribuição, ecologia e comportamento
Conforme supracitado, a família Tettigoniidae tem representantes que ocorrem em praticamente todos os continentes do globo, à exceção da Antártida e outras regiões nos polos, como em algumas zonas de floresta tropical, em turfeiras(ecossistemas formados por solos mal drenados e encharcados, nos quais ocorre formação da turfa - substrato formado por espécies vegetais decompostas, e desenvolvimento de vegetação hidrofítica, adaptada ao encharcamento) e em algumas zonas montanhosas nos Alpes (em estratos arbóreos superiores) 
Quanto à estrutura do nicho trófico, as esperanças apresentam certa preferência pela ocupação dos ambientes arbóreos, podendo, no entanto, ocupar outros estratos vegetais (desde o sub-bosque até o dossel da floresta) , dependendo do táxon/grupo. Algumas esperanças, por exemplo, são capazes de viver na superfície do solo, sobre a serrapilheira, em meio à vegetação rasteira, ou mesmo em íntima associação com macrófitas (plantas aquáticas) em ecossistemas aquáticos continentais.
No que tange à alimentação, estes insetos podem ser considerados onívoros e generalistas pois exploram uma ampla gama de recursos vegetais distintos, como folhas, frutos, flores e sementes, embora existam espécies primordialmente herbívoras. Ademais, existem subfamílias de tetigonídeos que são especializadas na exploração de determinado recurso  alimentar,  como os indivíduos da subfamília Zaprochilinae que são fitófagos, alimentando-se de pólen, e os representantes das subfamílias Listroscelidinae e Saginae, os quais apresentam hábitos predadores alimentando-se de outros insetos e gastrópodes.
Quanto ao seu período de atividade, os tetigonídeos apresentam hábitos predominantemente noturnos (haja vista algumas exceções), sendo atraídos pela luz.
Dentro dos microhábitats citados anteriormente, quase todos os tetigonídeos estarão associados à vegetação, principalmente nos seus períodos de inatividade , quando geralmente recolhem-se nas folhas da vegetação. Esse hábito é verificado principalmente nas espécies crípticas de tetigonídeos, cujas tégminas assemelham-se à folhas ou gravetos. Até mesmo os tetigonídeos ápteros, que exploram microambientes no solo utilizam a cobertura vegetal nos seus períodos de inatividade (geralmente no período diurno).

### Comportamento e características bioacústicas
Os tetigonídeos machos produzem som a partir do mecanismo de estridulação, ou seja, pelo atrito das tégminas (par de asas anterior), nas quais existem estruturas especializadas para produção e amplificação do som. Durante o movimento estridulatório ambas  as tégminas mantém-se ligeiramente elevadas, sendo abertas e fechadas rapidamente, com movimentos partindo da esquerda para a direita.  As estruturas tegminais especializadas na produção do som são o raspador/ palheta (plectrum ou scraper, em inglês), presente na base da asa direita, e a fileira de dentes cuticulares/ fileira estridulatória (stridulatory file ou pars stridens) presente na região basal da tégmina esquerda. A fileira estridulatória é formada pela especialização da veia anal 1 (Cu2)  da asa esquerda, apresentando-se como uma série de dentes esclerosados; a palheta consiste basicamente em uma veia saliente situada na região basal da asa direita. Ademais, existem estruturas ressonantes na tégmina, sobretudo o espelho (mirror), que vibram e irradiam o som durante o movimento que promove a estridulação.
Diferentemente dos grilos, nos quais as fêmeas apenas respondem com fonotaxia silenciosa, em muitas espécies de tetigonídeos (subfamília Phaneropterinae e tribo Ephipigerini) as fêmeas são capazes de produzir sons, que são ouvidos como uma série de "cliques" fracos após o som de chamado do macho. O sinal acústico produzido pelas fêmeas geralmente  situa-se em um espectro de frequência similar ao dos machos, porém o mecanismo por detrás desses sons são distintos: as fêmeas possuem a fileira estridulatória localizada na superfície superior da tégmina direita, enquanto que o raspador ou palheta está situado na superfície inferior da tégmina esquerda.
O som dos tetigonídeos é ouvido como uma sequência de "cliques", e definido por tons puros portadores de frequências estreitas (narrow bands)  e/ou sons de banda larga (broad band) variando de 2-8 kHz  (sons mais graves) até 80-100 kHz (sons agudos).  Os sinais de banda estreita resultam de estridulação ressonante (resonant-mechanism), enquanto sinais de banda larga resultam de um mecanismo estridulatório não ressonante (non-resonant-mechanism).

### Comportamento reprodutivo: reconhecimento, acasalamento, oviposição e desenvolvimento
O comportamento reprodutivo dos tetigonídeos, assim como de outros ortópteros que detém a capacidade de emitir sons, é extremamente marcado pelo uso dos sinais acústicos; muito de seu sucesso reprodutivo inclusive, está associado com a efetividade da produção de som e à responsividade da fêmea
É a estridulação produzida pelos machos o sinal que marca o início da sequência de acasalamento em quase todos os táxons da família Tettigoniidae. Com as asas levantadas, o macho realiza o atrito da fileira estridulatória (presente na base do tégmen esquerdo) contra a estrutura denominada palheta ou raspador (presente no tégmen direito), produzindo o som de chamado que permitirá seu reconhecimento pela fêmea
Após esta etapa inicial, na maioria das espécies, as fêmeas receptivas ao chamado dos machos respondem com fonotaxia silenciosa (processo que resulta na aproximação à fonte sonora, no caso, atração da fêmea até o macho). No entanto, há registros de espécies nos quais as fêmeas são capazes de estridular, utilizando mecanismos tegminais diferentes dos machos. Durante a última etapa do processo de acasalamento, macho e fêmea são capazes mover-se durante a formação do par.
Já durante a cópula propriamente dita, os machos da maioria das espécies realizam a transferência do espermatóforo (bolsa contendo espermatozóides) e do espermatofilax para a fêmea. O espermatofílax é uma substância altamente nutritiva e energética, transferida juntamente com o espermatóforo, e que pode ser ingerida pela fêmea após a separação do casal. É fato que a nutrição promovida pelo espermatofilax pode ter um papel crucial para as fêmeas e, em algumas espécies, pode acarretar numa reversão do comportamento típico de machos e fêmeas, fazendo com que as fêmeas passem a competir pelo acesso ou disponibilidade dos machos e que os machos passem a apresentar certas preferências na escolha das fêmeas e no acasalamento
Após o acasalamento, a fêmea fecundada ovipõe no solo, em meio à vegetação, ou na lâmina foliar; a oviposição no solo provavelmente representa o comportamento mais próximo àquele observado nos grupos mais ancestrais de tetigonídeos, visto que ocorre em algumas famílias de  divergência mais antiga, relacionadas aos tetigonídeos, como as famílias Stenopelmatidae e Gryllacrididae. Os tetigonídeos classificados na subfamília Phaneropterinae particularmente apresentam uma ampla gama de locais de oviposição,  desde em fendas na casca de árvores, na medula dos galhos, no tecido foliar (entre as camadas epidérmicas)   e até mesmo são capazes de "engessar" ovos em um “ninho” de lama construído sobre pedras e galhos.
Normalmente é registrada apenas uma oviposição (uma geração) por ano para a maioria das espécies de tetigonídeos que vivenciam uma só estação. No entanto, em decorrência de temperaturas mais altas, podem ser registrados até dois eventos de oviposição por ano, o que resulta na sobreposição de gerações
Os ovos são utilizados pelos tetigonídeos como um estágio de hibernação, e é justamente neste momento, que ocorrerá o processo de diapausa do desenvolvimento (suspensão temporária no desenvolvimento em função de fatores bióticos ou abióticos), importantíssimo para que estes insetos possam evitar a predação, superar estações muito secas e frias, e assim colonizar os microhábitats que utilizam de forma mais efetiva, sobrevivendo às diversas intempéries impostas pelo ambiente.
Nos insetos a diapausa está presente em diferentes fases do ciclo de vida: embrião/ovo, larva, pupa, adulto farato e adulto. E, embora  uma única estação fria seja tempo suficiente para a ocorrência deste processo na maioria dos táxons de Tettigoniidae, muitas espécies necessitam de ao menos cinco invernos para que a diapausa seja suspensa, e consequentemente para que os ovos depositados no solo ou na vegetação possam eclodir.
Após a eclosão dos ovos, as larvas sofrem sucessivos  instares (de 4-9, dependendo da espécie), antes que possam, finalmente, atingir a fase adulta.
Os tetigonídeos apresentam uma estratégia reprodutiva primordialmente ligada à poligamia, e isso faz com que o nível de competição seja grande entre os machos, principalmente no que tange à sua capacidade de fornecer espermatofilax de alta qualidade nutritiva às fêmeas para que a postura dos ovos se dê de forma eficaz.
Em algumas espécies, em função de presentes alimentares mais robustos, a dinâmica alterar-se e  fêmea passa a procurar ativamente os machos para copular, o que muitas vezes representa um grande stress pois a saída da fêmea em busca dos machos, pode aumentar significativamente as chances de predação, diminuindo o fitness da espécie.  Outro fator  a ser considerado é o tamanho do espermatóforo, ao produzir um espermatóforo grande, os machos apresentam maiores chances de seleção sexual pelas fêmeas, no entanto, as consequências disto são a redução do número de cópulas. Mesmo durante época de grande estresse nutricional, os machos precisam manter a qualidade (quantidade de nutriente do espermatóforo) caso busquem um maior sucesso reprodutivo.

### Comportamento de defesa
Um dos comportamentos de defesa exibido juntamente ao mimetismo pelos tetigonídeos é assumir uma "postura de poleiro" ("roosting posture"), imóvel, durante o dia (quando sua atividade é menor) que é capaz de enganar os predadores, fazendo com que pensem que o animal está morto ou confundindo-o à folhas em meio à vegetação. O mimetismo é outra característica indissociável dos tetigonídeos, sendo que a maioria das subfamílias apresenta espécies nas quais morfologia, coloração do corpo e das asas imita  folhas, galhos secos, troncos, líquens e outras características da vegetação no qual o inseto encontra-se inserido, maximizando as suas chances de sobrevivência ao torná-lo mais indistinto aos predadores. Um caso interessante é a coloração brilhante, a presença de manchas apicais pretas nas superfícies internas da tégmina , além das asas traseiras coloridas; durante abertura das asas e movimentação das mesmas essas manchas criam a ilusão de olhos na superfície traseira, impedindo o predador de reconhecer qual lado é a frente ou a traseira do animal.

#### Predação
No que concerne aos mecanismo ecológicos associados à predação, muitos tetigonídeos  apresentam espinhos em diferentes partes do corpo  (variando de acordo com o grupo) que são utilizados para imobilizar a presa. Um exemplo que ilustra bem este mecanismo pode ser vislumbrado entre os representantes da família Listrocelidinae, os quais possuem espinhos articulados, rombudos (não afiados) e relativamente flexíveis na superfície ventral dos seus membros; essas estruturas são utilizados para aprisionar  as presas acima de seu aparato bucal, facilitando a predação

### Importância econômica e biológica
Do ponto de vista econômico, sabe-se que o hábito herbívoro da maioria dos tetigonídeos pode prejudicar as plantações, e, em decorrência disso, algumas espécies são controladas por meio da aplicação de pesticidas. No entanto, um impacto econômico em larga escala não é verificado porque, em geral as densidades populacionais destes insetos são baixas. Exceções são alguns representantes das subfamílias Tettigoniinae e Conocephalinae que podem agregar-se em enxames e causar danos mais severos às culturas agrícolas, como os indivíduos da espécie Anabrus simplex, que causam danos às palmeiras cultivadas na América do Norte.
Outro grupo de tetigonídeos considerados pragas são as espécies Segestes gracilis, Segestes decoratus, Segestidea montana, Segestidea defoliaria e Segestidea novaeguineae, da Tribo Sexavaini (subfamília Mecopodinae). Conhecidas coletivamente como "Sexava" essas espécies atacam cultivos de bananas, óleo de palma/óleo de dendê e principalmente as folhas de palmeiras de Pandanus spp., como a karuka (Pandanus julianetti), considerada uma commoditie agrícola na Papua Nova Guiné, das quais se extrai óleo vegetal.  Os níveis de desfolhamento dessas culturas podem ser muito graves em locais que abrigam grandes populações de indivíduos do grupo Sexavae, e a desfolha severa causa reduções na fotossíntese, acarretando na menor produtividade dos frutos, e consequentemente na perda de rendimento para os produtores rurais. Tendo isso em vista, os produtores costumam realizar um manejo integrado, aplicando químicos agrícolas para controle das pragas, e cercando as folhas da copa com grama e folhas de outras árvores para tentar evitar o ataque destes insetos.
Por fim, uma forma de impacto econômico positivo envolve o consumo de alguns tipos de tetigonídeos pelos humanos, principalmente como fonte de proteína, um tipo de dieta denominado antropoentomofagia. Há ainda o emprego de esperanças como "animais de estimação" na China, em função de suas características bioacústicas; o preço de mercado para um macho pode chegar a mais de US$ 16,00.

## Classificação taxonômica
- Ephippiger ephippiger
(Bradyporinae)
- Conocephalus fuscus
(Conocephalinae)
- Paraphisis sp.
(Meconematinae)
- Phaneroptera falcata
(Phaneropterinae)
- Pseudophyllus titan
(Pseudophyllinae)
- Metrioptera roeselii
(Tettigoniinae)

A família Tettigoniidae é atualmente subdividida em 22 subfamílias, sendo que deste total 20 famílias possuem representantes viventes.
- Austrosaginae (Austrália): é uma subfamília de tetigonídeos restritos à Austrália,  constituída por apenas cinco gêneros (Austrosaga, Hemisaga, Pachysaga, Psacadonotus e Sciarasaga), os quais são dotados de poderosas mandíbulas especializadas na quebra de sementes e frutas, alimentação típica da maioria dos representantes do grupo.[11][53]
- Bradyporinae (Europa e Ásia): subfamília bem distribuída do Mediterrâneo até Ásia Central (subtropical), apresenta 160 espécies distribuídas em 17 gêneros, a classificação costuma variar de acordo com o autor considerado, no entanto, há um consenso de que o táxon Ephippigerini, antes considerado como uma subfamília separada agora é classificado dentro de Bradyporinae. Esta subfamília foi classificada com base no gênero tipo Bradyporus por Burmeirster em 1838, sendo utilizado como subfamília pela primeira vez por  Brunner von Wattenwyl  em 1878; atualmente os caracteres para separação são a genitália e a morfologia do pronoto.[11][54]
- Conocephalinae (Distribuição global/comospolita): é uma subfamília de distribuição cosmopolita,  que compreende pelo menos sete tribos (Agraeciini, Conjugopterini, Copiphorini, Euconchophorini, Conocephalini, Cestrophorini, Armadillagraeciini) com mais de 1.000 espécies distribuídas em 172 gêneros, sendo portanto a subfamília mais abundante e rica de tetigonídeos. A principal característica que reúne os representantes desta subfamília é o formato cônico da cabeça (nomeia o táxon), as duas tribos principais - Conocephalini ("meadow katydids") e Copiphorini ("cone-headed-katydids") diferenciam-se dos demais por apresentarem uma forte projeção anterior na cabeça (fastígio) que pode ser vista como uma pronunciada convexidade nos primeiros, ou um cone alongado e tuberculoso no segundo grupo. Os conocefalinos costumam medir  de 10 a 74 mm, apresentam coloração do corpo que  varia de marrom ao verde, asas longas que geralmente estendem-se para além do abdômen e podem viver em agregações. Os representantes da tribo Conocephalini são relativamente pequenos (25 mm),  ocorrem em pântanos, áreas verdes próximas ao solo e podem apresentar-se em agregações, sua atividade bioacústica é principalmente diurna ou crepuscular . Na tribo Copiphorini os tetigonídeos são maiores (20 a 74 mm) com as fêmeas maiores que os machos, apresentam hábitos bioacústicos predominantemente  noturnos, estando associados a gramíneas de cujas sementes se alimentam. Assim como os faneropterinos, os representantes de Conocephalinae são atraídos pela luz.[6][55][11]
- Hetrodinae (África): subfamília constituída por 74 espécies distribuídas em  14 gêneros; geralmente ocorrem em agregações na região africana, são caracterizados por possuírem uma aparência rústica e espinhosa. Em alguns grupos ambos os sexos podem estridular.[11]
- Hexacentrinae (Pantropical, existindo especialmente na África): a maioria das espécies desta subfamília apresentam origem asiática ou africana, mas os gêneros das tribos Ecuanedubini e Nubimystrigini são oriundas da América do Sul. Constituem um grupo de insetos predadores também conhecidos como "ballon-winged-katydids" . São caracterizados morfologicamente pela presença de lóbulos nos paraproctos masculinos, e de um pronoto dotado de um lobo posterior plano e largo. Esta subfamília já tratada como uma tribo ("Hexacentrini")  dentro de Conocephalinae, que hoje é considerado um grupo irmão.[56]
- Lipotactinae (Ásia): é um pequena subfamília de tetigonídeos restrita à Ásia, intimamente relacionada à subfamília Meconematinae. Inclui os gêneros Lipotactes e Mortoniellus.[57]
- Listroscelidinae (Américas, Madagascar, Austrália): subfamília cuja distribuição inclui as Américas, África e Austrália, classificada em 5 tribos  e 22 gêneros; ocorre no Brasil.[58]
- Meconematinae (Distribuição global/comospolita): a subfamília inclui pequenos e delicados tetigonídeos amarelo-esverdeados de distribuição cosmopolita. São classificados em  80 gêneros e mais de 500 espécies, dos quais 7 gêneros e 58 espécies são registradas para região Neotropical. São confundidos de forma recorrente com Phisidini e Listroscelidinae embora sejam diferentes na aparência e apresentem hábitos de vida completamente distintos. Uma característica notável da subfamília são os ovos extremamente grandes para o tamanho do inseto, que podem ser observados a partir do fino tegumento da fêmea. Colocam ovos em tecidos em decomposição, e em galhas feitas por vespas.[11][59]
- Mecopodinae (América do Sul, África, Ásia e Oceania): subfamília constituída por 152 espécies, distribuídas em 57 gêneros. Também denominados  "grilos Kutsuwa" os mecopodíneos são geralmente grandes (envergadura de até 20 cm), e a maioria encontra-se confinada ao Velho Mundo. No que tange à morfologia, a maioria das espécies são totalmente aladas, mimetizando folhas mortas,  fator que originou o nome "dead-leaf-katydids". Outros apresentam asas curtas ou pelo menos um dos sexos ápteros. São representados por duas tribos - Mecopodini e Moristini (Sexavini). Alguns gêneros são chamados de "coconut treehoppers" devido aos danos que causam à palmeiras cultivadas. A subfamília Mecopodinae também inclui o  gênero monotípico Acridoxena ,  com uma espécie endêmica da África Ocidental equatorial (Acridoxena hewiana) que antes era classificados na extinta família Acridoxeninae. Os representantes do gênero Acridoxena são insetos notáveis quanto à sua morfologia, dotados de cabeça grande e enorme peitoral espinhoso, adaptados ao ambiente xerófito que habitam.[11]
- Microtettigoniinae (Austrália): subfamília restrita à Austrália representada por apenas um gênero (Microtettigonia); composta por representantes de tamanho minúsculo (5 mm.), cujos machos são micrópteros e apresentam hábitos diurnos; vivem sobre vegetação rasteira e lírios, alimentam-se de partes florais.[11]
- Phaneropterinae (Distribuição global/comospolita): as espécies desta subfamília são amplamente distribuídas ao redor do globo,  no entanto, a grande maioria delas ocupa biomas na zona tropical.[60] Juntamente ao representantes da subfamília Pseudophyllinae, os faneropterinos são comumente designados por "katydids"  na língua inglesa, mas também podem ser referidos como  “lire-crickets” (grilos-de lira), "round-headed-katydids" devido ao formato da cabeça, ou ainda  "leaf-katydids" e  "bush-katydids", devido à  semelhança da maioria destes insetos à folhagens ou outras partes de plantas.[11] Os faneropterinos somam atualmente 2.200 espécies, distribuídas em 340 gêneros, constituindo a subfamília mais rica em termo de gênero, e aquela que abrange as espécies aladas de maior tamanho corpóreo dentre os demais tetigonídeos. Morfologicamente os faneropterinos são caracterizados pela cabeça curta, face vertical (ou quase isso), vértice grandemente variável em largura, fastígio dotado de espinho de extremidade romba (não afiada) fortemente projetado para baixo ou para trás (deflexionado) ou amplamente arredondado (nunca projetado para frente como um cone ou como espinho afiado), olhos pequenos, variáveis em forma e situados próximo e ao lado da junta basal da antena, pronoto curto, carena mediana pouco perceptível, tégminas geralmente dotadas de uma coloração verde e brilhante, fortes e bem desenvolvidas, dobradas de forma similar a um leque, pernas de tamanho variável dependendo do gênero (primeiro e segundo par menores do que o par de pernas traseiro), ovipositor e genitália masculina variáveis segundo o gênero[61] Também são caracterizados morfologicamente por apresentar asas internas (par de asas posteriores) dotadas de extremidades expostas, que estendem-se para além da tégmina , quando em repouso. Esta última característica morfológica é de onde origina-se o  nome desta subfamília, significando literalmente "asas visíveis"; muitos dos representantes de Phaneropterinae apresentam tal caractere, mas principalmente aqueles classificados no gênero Phoneroptera; apesar disso, alguns gêneros pertencentes às tribos Barbitstini e Odunturini tornaram-se braquípteros, com redução nas asas posteriores.[61] Além destas características, é interessante ressaltar que as ninfas (estágio reprodutivamente ativo) da maioria das espécies de Phaneropterinae estão envolvidas em complexos miméticos, assemelhando-se à folhagens (ou outras partes de plantas) ou ainda mimetizando aracnídeos e outros insetos (formigas e besouros terrestres cincelídeos). Os Phaneropterinae também são conhecidos por apresentar uma diversidade impressionante de sítios de oviposição, colocando ovos em fendas na casca de árvores,[33] cimentando-os em galhos de forma sobreposta, injetando-os na medula dos galhos ou no tecido foliar[36] e até mesmo engessando os ovos em um "ninho" de lama sobre pedras e galhos.[37][32] Os faneropterinos são extremamente ativos para produção de som no período noturno, e é interessante que algumas espécies produzem  notas que lembram a frase "kat did, she did"  o que lembra o seu nome onomatopeico como "katydid".[61]
- Phasmodinae (Austrália): subfamília com distribuição restrita ao sudoeste da Australia; os seus representantes também são conhecidos como  "stick katydids" . Eles ocorrem principalmente nas épocas de inverno e primavera. Os fasmodinos possuem o corpo extremamente alongado, e ambos os sexos são ápteros; sua morfologia  assemelha-se à dos Phasmatodea.  São capazes de causar danos econômicos significativos quando alimentam-se de flores silvestres em plantações em parques adjacentes a áreas naturais áreas.[11]
- Phyllophorinae (Ásia, Austrália): subfamília com registro para o continente asiático e para Austrália; os representantes de Phyllophorinae também são conhecidos como "giant leaf katydids", pois  estão classificados entre os maiores tetigonídeos existentes, com tamanho corporal superior a 25 cm. Phyllophorinae conta com 60 espécies distribuídas em 10 gêneros; são intimamente relacionados aos mecopodinos e faneropterinos.[11]
- Pseudophyllinae (Distribuição global/comospolita): subfamília com distribuição cosmopolita, mas que registra o maior número de espécies nas regiões tropicais do Novo Mundo. A subfamília Pseudophyllinae  é composta por mais de 1.000 espécies distribuídas em 250 gêneros, e  engloba os chamados "tree-katydids" (tetigonídeos-verdadeiros) ou  "bark-crickets" (grilos-de casca-de-árvore); o termo "katydid " foi usado a primeira vez para descrever representantes desta subfamília.  São caracterizados pela grande envergadura, presença de espécies totalmente aladas (asas com mais de 20 cm), com asas que mimetizam folhas, galhos ou cascas de árvore. Outras espécies apresentam formas similares a fungos ou líquens. Todas as espécies conhecidas alimentam-se de néctar das plantas, e utilizam um grande ovipositor em forma de foice para depositar ovos no tecidos vegetais - cascas, galhos ou pedaços de madeira em decomposição.  É interessante ressaltar os hábitos de vida incomuns de algumas espécies, como representantes do gênero Pterophylla observados cruzando um riacho, e  espécies do gênero Callimenellus do sudeste asiático que vive em fendas de rochas marinhas do litoral e em serrapilheira no chão da floresta.[11]
- Pterochrozinae (América Central e América do Sul): é uma subfamília de tetigonídeos distribuída na América Central e do Sul constituída por 14 gêneros; os representantes dessa família são conhecidos como "leaf-mimic-katydids" e apresentam morfologia que mimetiza folhas secas. Eles eram anteriormente alocados na subfamília Pseudophylinnae.[62]
- Saginae (América do Norte, África, Europa): é uma pequena subfamília de tetigonídeos predadores, com distribuição para América do Norte, Europa e África.  Uma característica interessante é o estado cataléptico que algumas espécies podem assumir, com imobilidade completa do corpo durante cerca de 20 minutos, seguida por uma recuperação gradual do estado de mobilidade; a função deste comportamento ainda é desconhecida.[11]
- Tettigoniinae (Distribuição global/comospolita): subfamília de distribuição cosmopolita, com a maioria dos representantes em climas temperados; apresenta mais de 850 espécies, distribuídas em pelo menos 150 gêneros. Os representantes desta subfamília apresentam hábito predominantemente predador; algumas espécies são conhecidas por causarem danos econômicos, como o grilo-mórmon (Anabrus simplex), o grilo Coulee (Peranabrus scabricollis) da América do Norte e Decticoides brevipennis da África. Outro fato interessante é  o uso do Decticus verrucivorus  durante a Idade Média no "tratamento"  ou "cura" de verrugas; talvez uma substância na saliva do inseto contribuísse para a cura. No que tange à morfologia, a subfamília Tettigoniinae apresenta  uma grande diversidade de formas, registrando alguns dos maiores e menores tetigonídeos, espécies micrópteras e outras totalmente aladas.[11]
- Zaprochilinae (Austrália): subfamília endêmica da Austrália,  seus representantes possuem uma especialização para exploração de  pólen e néctar, sendo  representados por quatro 18 espécies distribuidas em quatro gêneros (Amphiloptera, Kawanaphila, Windbalea e Zaprochilus). Os representantes de Zaprochilinae apresentam corpo mole, com coloração tipicamente cinza; algumas espécies são totalmente aladas,  mantendo a tégmina enrolada; em outras espécies os machos são micrópteros, enquanto as fêmeas são ápteras. As espécies do gênero Kawanaphila têm sido importantes para o desenvolvimento de estudos de seleção sexual.[11]
- Tympanophorinae (Austrália): subfamília restrita às regiões temperadas da Austrália, inclui os chamados "timbrel bush crickets", classificados em um único gênero, uma característica morfológica distintiva é a presença de uma tégmina composta por 4 tipos de dentes estridulatórios situados em uma "costela" estendida.[11]

### Grupos fósseis
De acordo com a lista disponibilizada pelo Orthoptera Species File (OSF) são extintos os grupamentos:

#### Subfamílias
- †Pseudotettigoniinae (North America, Europe)
- †Rammeinae (Europe)
- †Tettigoidinae (Australia)

#### Generaincertae sedis
- †Locustites Heer, 1849: 3 spp.
- †Locustophanes Handlirsch, 1939: †L. rhipidophorus Handlirsch, 1939
- †Prophasgonura Piton, 1940: †P. lineatocollis Piton, 1940
- †Protempusa Piton, 1940: †P. incerta Piton, 1940
- †Prototettix Giebel, 1856: †P. lithanthraca (Goldenberg, 1854)
- †Triassophyllum - gênero extinto que deve ser alocado no táxon Archaeorthoptera.

### Sinapomorfias
Os principais caracteres morfológicos que sustentam o agrupamento dos diferentes táxons da família Tettigoniidae são: a sobreposição da asa esquerda sobre a direita nos machos durante o repouso, a presença de uma fileira estridulatória (pars stridens) totalmente funcional na base da asa esquerda, e a presença de uma fileira estridulatória vestigial na asa direita. Outros caracteres que parecem ser sinapomórficos para o agrupamento, mas que carecem de confirmação são a presença de quatro tarsômeros (também encontrados nos haglídeos, Prophalangopsis obscura) e algumas sequências de RNA nuclear conservadas para  pelo menos cinco espécies de tetigonídeos (representando quatro subfamílias).

## Breve história evolutiva
As evidências mais antigas do surgimento dos primeiros tetigonídeos são fosseis que datam do Cretáceo (135 M.a), período no qual acredita-se que tenha ocorrido a irradiação adaptativa desta família de ortópteros. Fatores que podem ter colaborado com a irradiação dos tetigonídeos são a ascensão dos principais grupos de dicotiledôneas, as quais poderiam servir como fonte de alimento para estes animais, e também os complexos padrões paleoclimáticos que podem ter levado à condições de vida mais vantajosas para o grupo. Outro evento importante do ponto de vista biogeográfico para divergência de algumas subfamílias de tetigonídeos foi a deriva continental, com a separação da Pangeia e dos supercontinentes Gondwana e Laurásia.

## Ocorrência no Brasil e estado da Arte
No Brasil são registradas pelo menos 1.700 espécies de tetigonideos, embora o seu estudo científico ainda seja incipiente; são necessários maiores incentivos na formação de especialistas (mestrandos e doutores) no tema, e maior aporte de verba para realização de estudos mais apurados sobre a diversidade de alguns grupos. Não existem ainda estudos regionais e sistemáticos sobre tetigonídeos para o Brasil;  do total de subfamílias conhecidas, é registrada a ocorrência de representantes de apenas 6 para o território nacional: Conocephalinae, Phaneropterinae, Pseudophyllinae, Meconematinae, Listroscelidinae e Pterochrozinae.

## Imagens

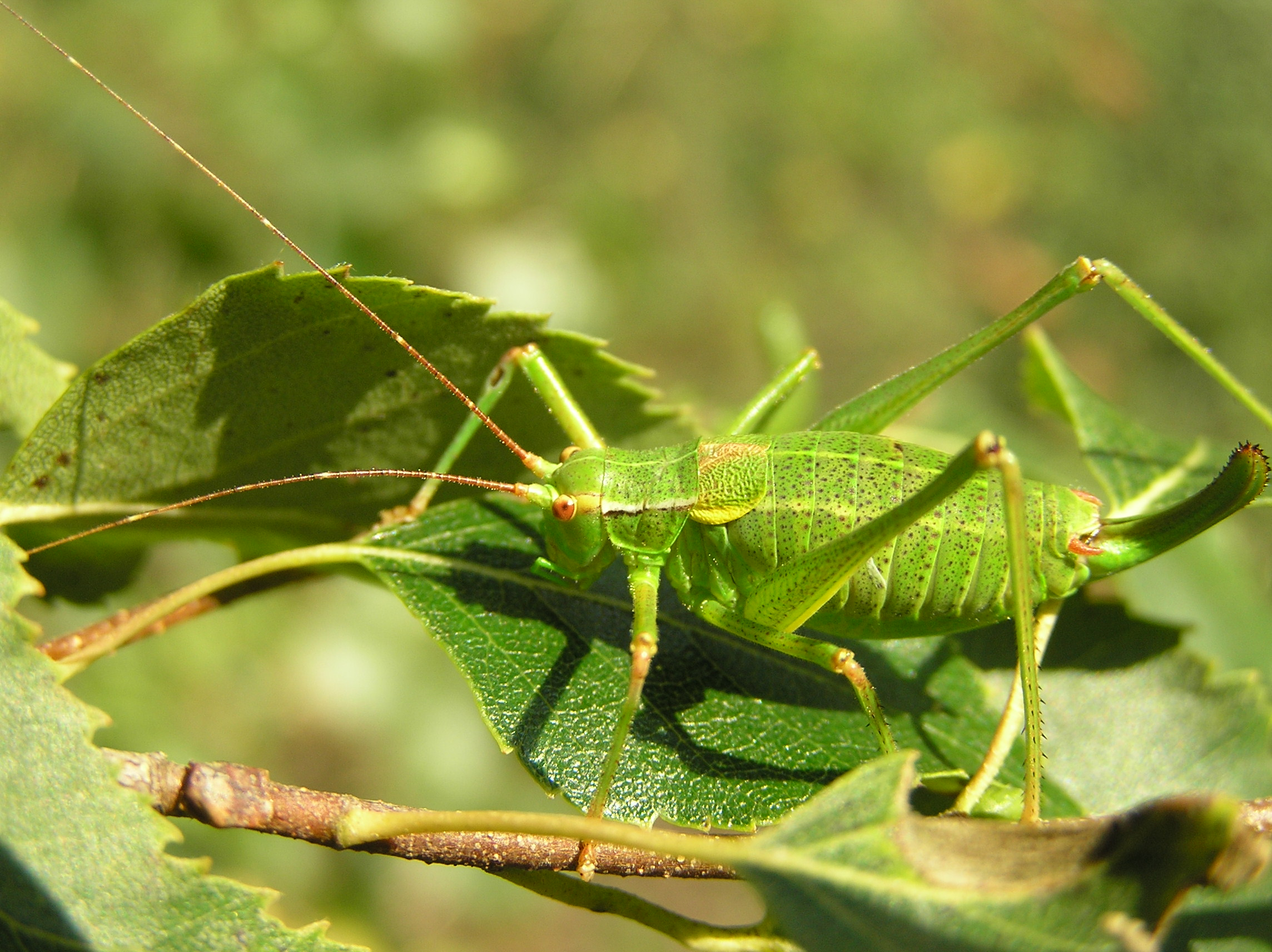
Barbitistes constrictus
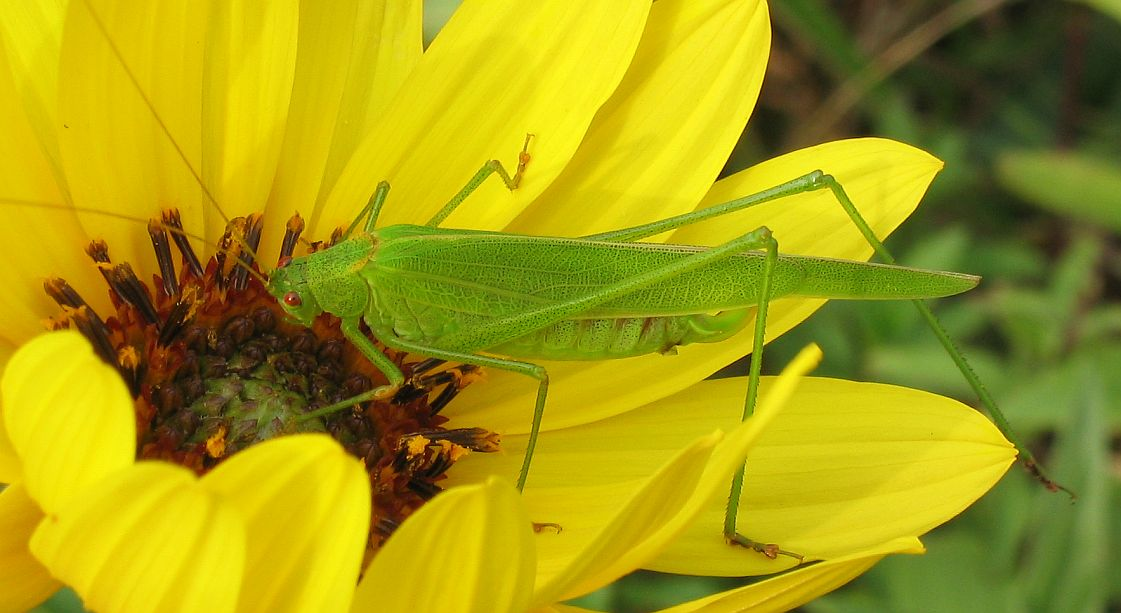
Phaneroptera falcata
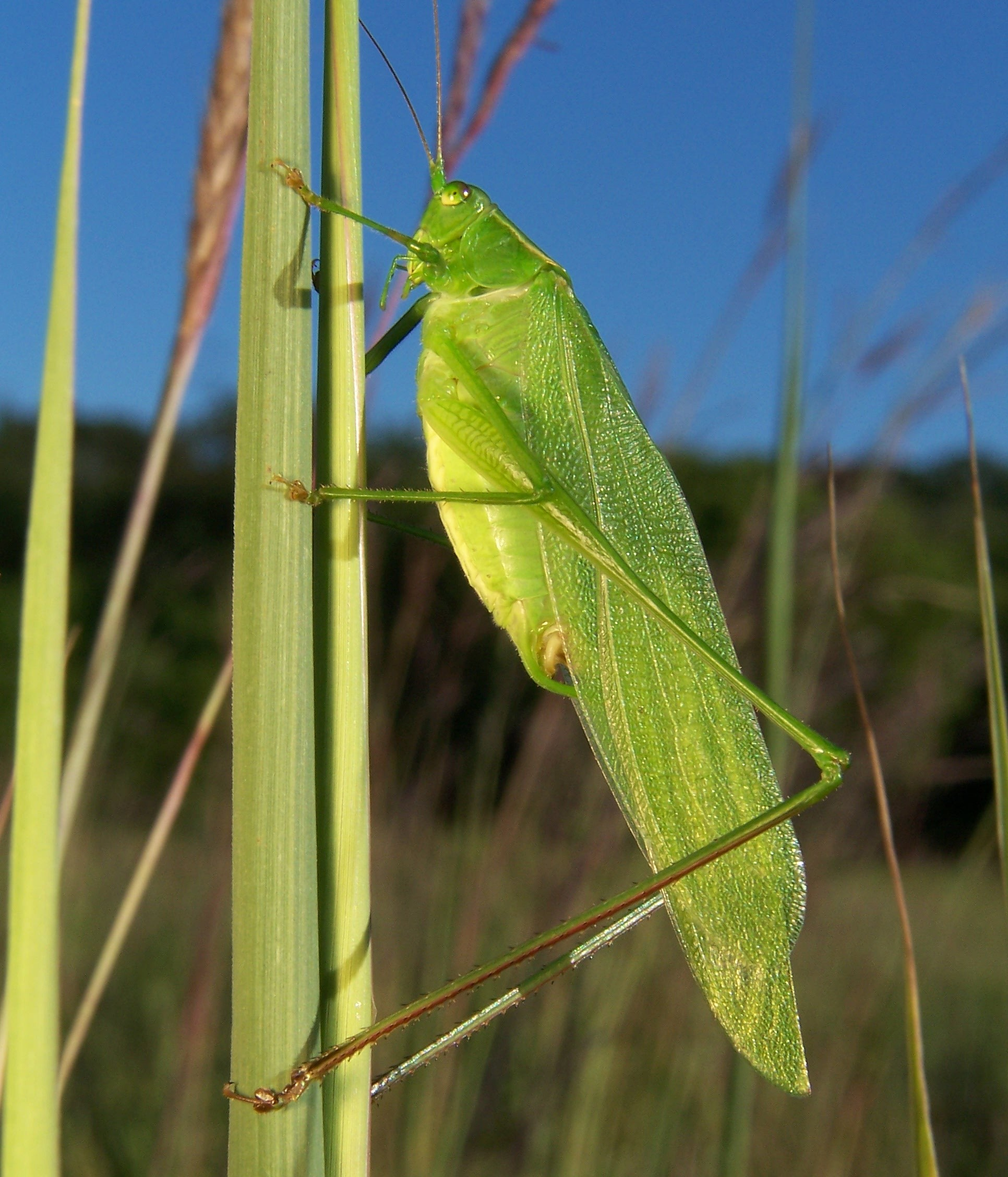
Um Scudderia macho.
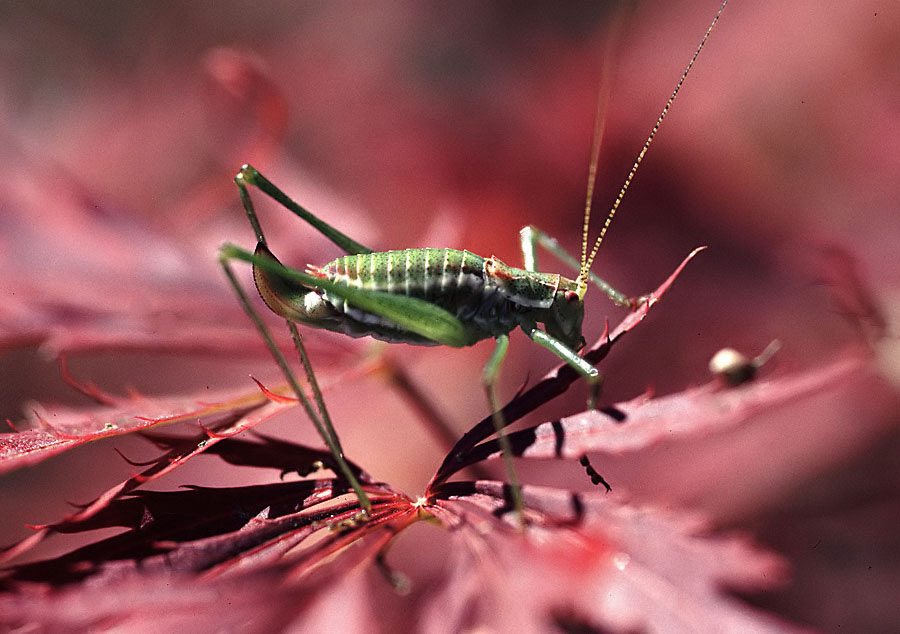
Leptophyes albovittata, fêmea
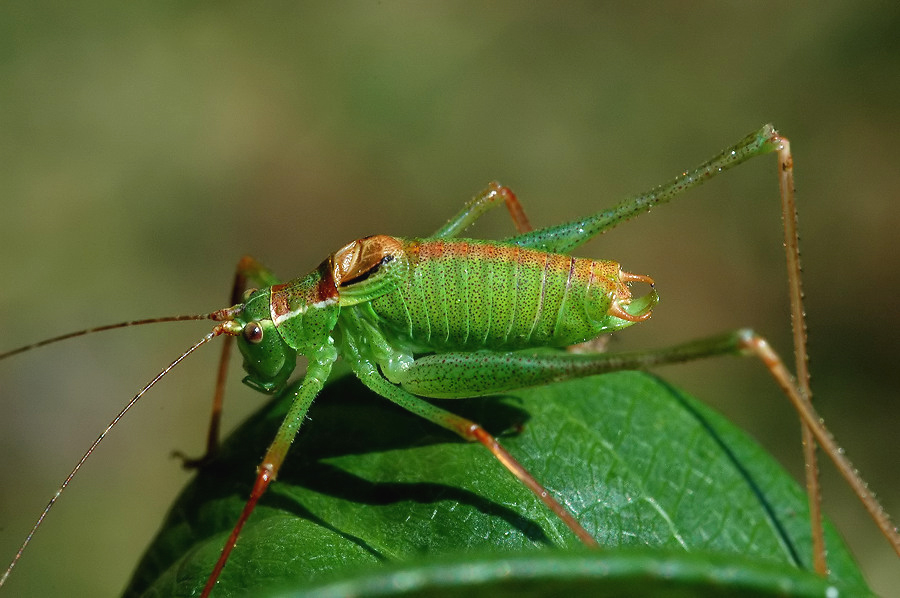
Leptophyes punctatissima, macho
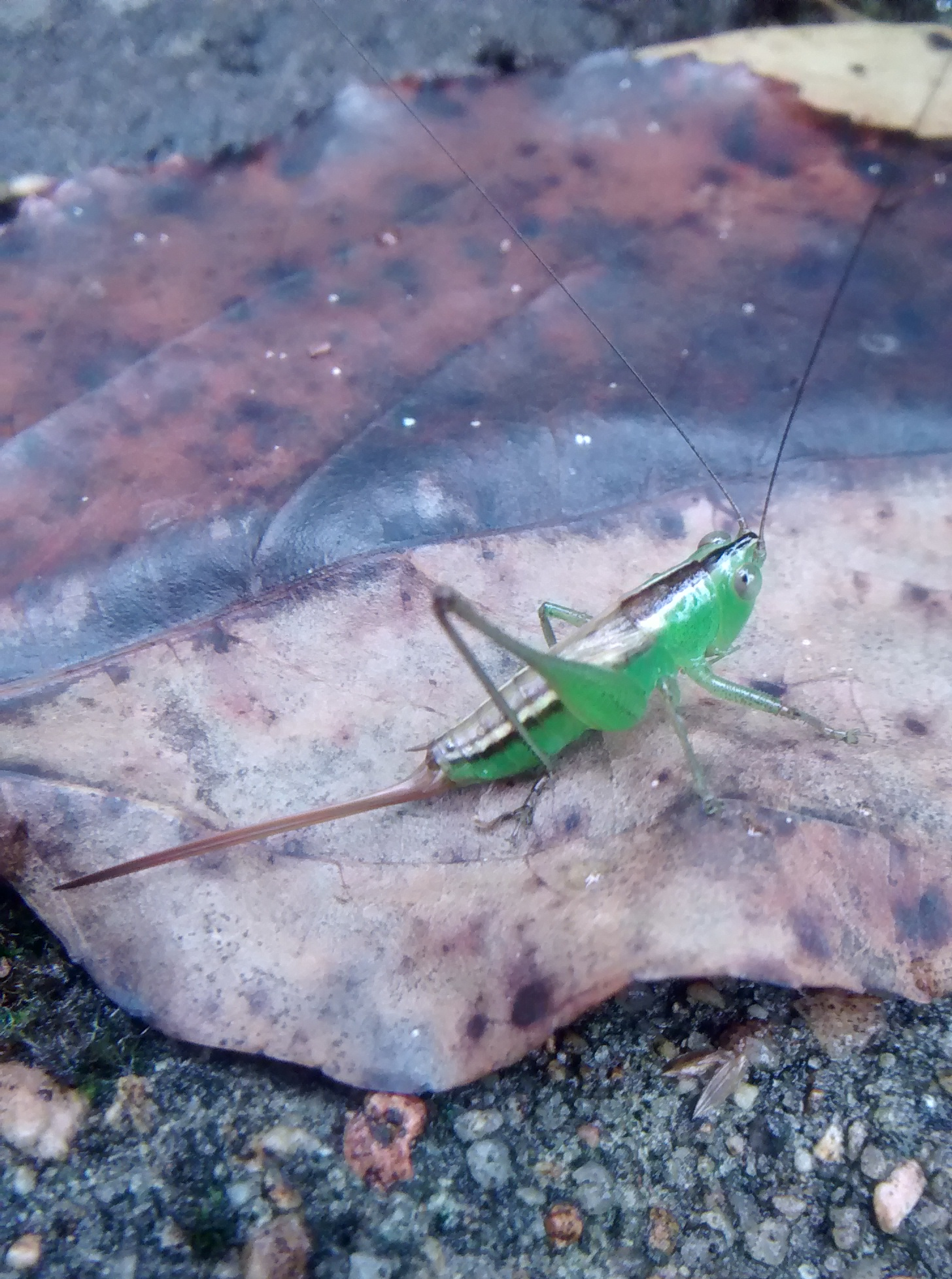
Tettigoniidae sul-riograndense durante o período de acasalamento, com ovipositor
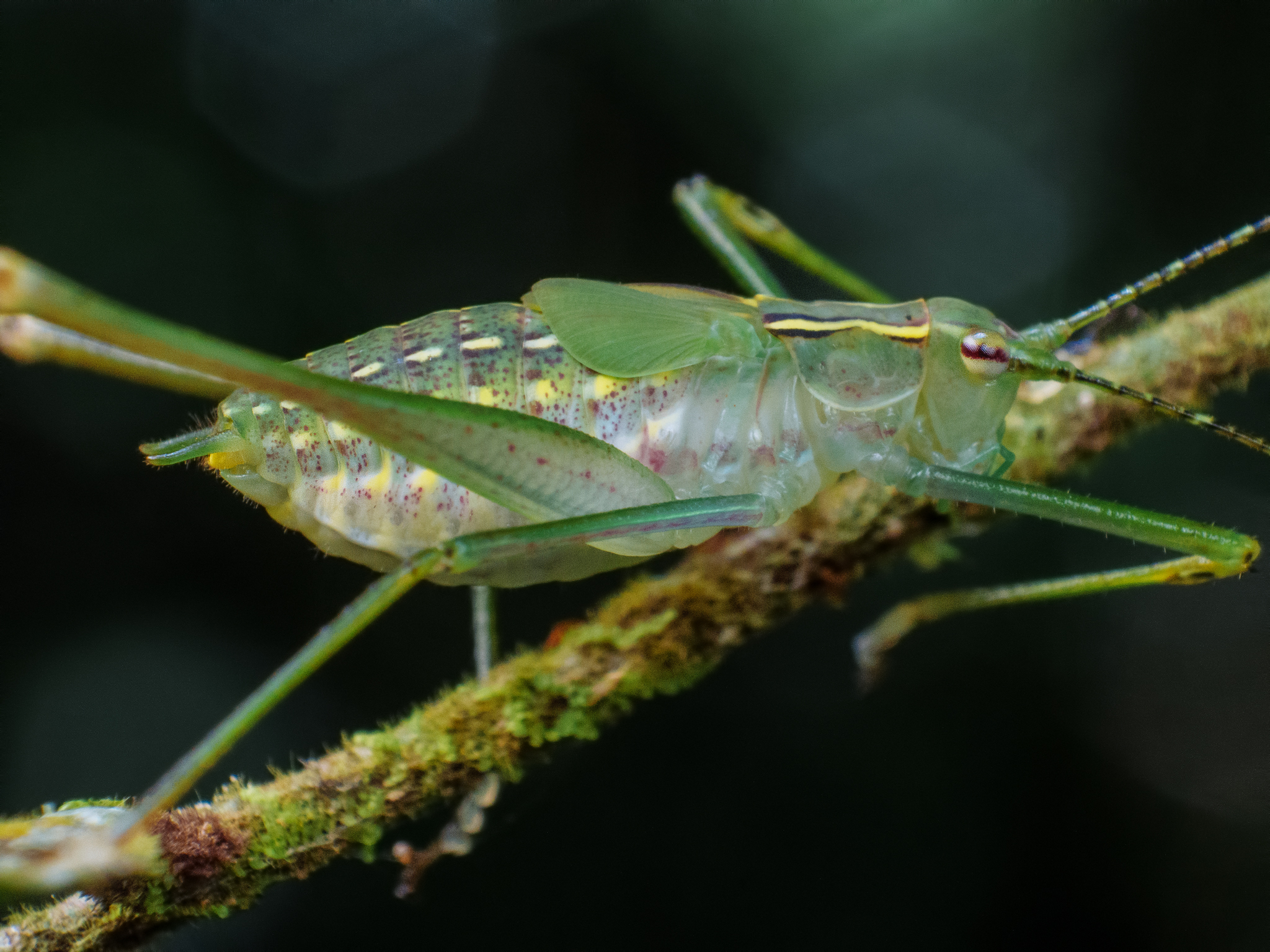
Ninfa de esperança Engonia em mata atlântica do sudeste